# كريستينا راسموسن
كريستينا راسموسن (بالإنجليزية: Christina Rasmussen)‏ هي عالمة نفس أمريكية، ولدت في 21 أبريل 1972.